# Монгольско-норвежские отношения
Монгольско-норвежские отношения — двусторонние дипломатические отношения между Монголией и Норвегией.
Дипломатические отношения были установлены 11 января 1968 года. Ни в одной стране нет постоянного посольства. Монголия представлена в Норвегии через свое посольство в Брюсселе, в то время как Норвегия представлена в Монголии своим посольством в Пекине. В столице Монголии Улан-Баторе есть также норвежское почетное генеральное консульство. Монголия планирует открыть посольство в Стокгольме и отправить представителей в Брюссель. Этот шаг призван способствовать развитию двусторонних контактов и укреплению отношений между Норвегией и Монголией.

## Гуманитарная помощь
В настоящее время в Монголии проживает около 20 норвежцев. Большинство из них связаны с работой Норвежской лютеранской миссии (NLM). NLM осуществляет деятельность в области развития в Монголии с 1994 года. NLM имеет 16 посланников в Монголии, работающих над четырьмя проектами гуманитарной помощи, финансируемыми Норвежским агентством по сотрудничеству в целях развития. Организация также оказывает финансовую поддержку церквям и другим христианским организациям.
Норвежское агентство по сотрудничеству в целях развития также финансирует другие программы в Монголии. Их программа «Спасите детей Норвегии» предоставляет деньги Монгольскому центру защиты прав детей.
Правительство Норвегии содействовало коммерциализации сверхизоляционных материалов в жилищном секторе в Монголии в координации с Глобальным экологическим фондом, Программой развития Организации Объединённых Наций в Монголии и Министерством инфраструктуры Монголии и предоставило техническую и финансовую поддержку в создании энергоэффективных зданий.
В 2007 году общая норвежская помощь Монголии составила 5,4 млн. норвежских крон.

## Официальные визиты
Между Монголией и Норвегией традиционно были лишь скромные дипломатические контакты, хотя, по словам министра иностранных дел Норвегии Йонаса Гар Стёре, двусторонние отношения были «хорошими и плодотворными» с момента их установления. Хокон, наследный принц Норвегии, посетил Монголию в ноябре 2008 года в качестве посла доброй воли программы развития Организации Объединённых Наций. Монголия оказалась на перепутье и должна была решить, будет ли она в полной мере использовать свой экономический рост для достижения Целей развития тысячелетия. В театре Kaan Bank в Монголии он сказал:

Интересно отметить, что в начале второго тысячелетия Монголия и Норвегия были в расцвете власти примерно в одно и то же время. … В наше время у нас относительно недавняя независимая государственность. Обе наши страны привержены демократическому правлению и верховенству закона. В этой связи я рад узнать, что Норвегия поддерживает усилия ПРООН, направленные на укрепление демократических институтов в Монголии, и что между парламентами в наших соответствующих странах существуют плодотворные отношения. Обе наши страны — большие по размерам со сравнительно небольшим населением. Мы разделяем счастье обладать значительным богатством природных ресурсов, от которого во многом зависит наше процветание. … Как малые государства, Норвегия и Монголия также разделяют веру в многостороннее сотрудничество, основанное на международном праве, с Организацией Объединённых Наций в центре.

Президент Монголии Намбарын Энхбаяр использовал визит как возможность попросить кронпринца о гуманитарной помощи Норвегии.
Визит наследного принца ознаменовал 40-летие установления дипломатических связей между Норвегией и Монголией, в ходе которых министры иностранных дел двух стран обменялись поздравлениями.
Кирсти Колле Грёндаль, президент норвежского парламента вместе с Йоргеном Космо посетил Монголию в 1999 году и ещё раз в 2004 году. В 2001 году вице-спикер Й. Бьямбадорж посетил Норвегию, где он встретился со спикером норвежского парламента о сотрудничестве между двумя страны, включая помощь в целях развития.
Вице-президент норвежского парламента Карл И. Хаген представлял Норвегию во время 800-летнего юбилея Монголии в 2006 году. Йорген Космо, в настоящее время генеральный ревизор Норвегии, посетил страну в 2007 году, чтобы начать финансируемое с помощью сотрудничества сотрудничество в создании потенциала. Председатель монгольского парламента (Великий государственный хурал) посетил Норвегию в 1997 и 2006 годах. В 2000 и 2007 годах были визиты министра иностранных дел Монголии в Норвегию.